# Physiognomonique
 (août 2024).
La Physiognomonique (en grec ancien : Φυσιογνωμονικά) est une œuvre attribuée à Aristote, mais sans doute à tort, comme l'indiquent clairement T. Loveday et E. S. Forster qui en ont assuré la publication en anglais sous la direction de W.D. Ross : "Ce traité, tel que nous en disposons, est à l'évidence une compilation de deux traités, les second débutant au chapitre IV. Aucun des deux n'est d'Aristote : les deux peuvent être Péripatéticiens". Étude du lien supposé entre les caractéristiques physiques des êtres humains et leur caractère, il s'agit de la première grande œuvre de la physiognomonie occidentale.

## Présentation générale

### Contenu
L'auteur définit d'emblée la physiognomonie comme la discipline qui « traite des manifestations physiques des dispositions de l’esprit et des caractères acquis venant modifier les signes qui font l’objet d’une analyse physiognomonique ». L'incipit de l’œuvre soutient que « les dispositions mentales se règlent sur la situation du corps ». La physiognomonie, qui repose sur l'identification de l'âme au corps, est conforme à l'aristotélisme.

### Historique de publication
La Physiognomonique a été écrite entre le IVe siècle av. J.-C. et le IIIe siècle av. J.-C. On trouve toutefois des ébauches de réflexion sur la pathognomonie dans la Rhétorique d'Aristote. Les Premiers Analytiques soutenaient déjà la possibilité « de déduire le caractère d'après les traits du visage ».
L'auteur de la Physiognomonique est aujourd'hui incertain. Il a longtemps été attribué à Aristote. Il est probable que l'écrit provienne de son école, le Lycée, mais il est difficile d'affirmer que le Stagirite ait lui-même écrit l'ouvrage.

## Résumé

### Chapitre 1
Aristote soutient que l'esprit d'une personne n'est pas indépendant, ni non-affecté, par les processus corporels ; au contraire, notre caractère est « conditionné par l'état de notre corps ». On le remarque notamment lorsque l'on est saoul ou malade, car les modifications de notre corps déterminent les modifications de notre mental. Aussi, le corps est influencé par les affections de l'âme, qu'il s'agisse de l'amour ou de la peur, du plaisir ou de la douleur. Aussi remarque-t-on, chez les animaux, que leur corps va toujours avec leur âme.
Fidèle à la méthode doxographique, Aristote revient sur les différents types de démarches physiognomoniques qui ont été utilisés. Certains auteurs se sont intéressés aux animaux, tandis que d'autres se sont penchés sur les humains. Ils ont alors identifié plusieurs ethnies, tels que les Égyptiens, les Thraces, etc.
L'auteur soulève la question des caractéristiques essentielles et des caractéristiques accidentelles. La physiognomonies se fonde généralement sur les caractéristiques essentielles, c'est-à-dire celles qui définissent l'individu.

### Chapitre 2
L'auteur cherche à circonscrire la physiognomonie. Cette discipline doit s'intéresser aux affections naturelles à contenu mental, ainsi que de la manière dont ces affections modifient des signes extérieurs que la discipline doit interpréter. A ce titre, la discipline doit analyser les mouvements du corps, sa couleur, les caractéristiques de l'expression faciale, la pousse de cheveux et de poils, la douceur de la peau, la voix, la teneur de la peau, les membres du corps, la morphologie du corps.
Aristote procède à une analyse physiognomoniste. Selon lui, des cheveux doux révèlent une personnalité lâche, couarde, tandis que les cheveux rugueux ou crépus révèlent une personnalité courageuse. Cette assertion se fonde sur une analyse du monde animal, où les animaux les plus braves sont ceux qui ont le poil le plus rugueux.
Le philosophe circonscrit l'objectif de la démarche physiognomonique : « nous essayons de déduire de signes corporels le caractère de telle ou telle personne particulière, et non le caractère de toute la race humaine ».

### Chapitre 3
L'auteur recense les caractéristiques du courage et de la lâcheté. Les parties naturelles du corps qui sont bonnes sont celles qui ont une chair humide et tendre. Les personnes qui ont bon esprit sont celles qui auraient un front d'une taille adéquate et doux, ainsi que des yeux plutôt bas. Les hommes disposant d'une bonne mémoire seraient ainsi ceux dont la partie haute du corps est disproportionnément petite, et qui ont une peau délicate.

### Chapitre 4
Aristote soutient que « l'âme et le corps, il me semble, sont affectés sympathiquement l'un par l'autre ». La joie et le deuil sont des états de l'âme, et modifient l'état du corps. La folie est traitée par les médecins en faisant ingérant un médicament qui régule l'activité du corps.

### Chapitre 5
Aristote s'intéresse au cas des animaux. Il cherche à classifier le règne animal en les animaux craintifs et les animaux courageux. Il considère que l'on peut apprendre sur les humains en étudiant les animaux. Il s'intéresse aussi aux différences entre le corps des hommes et celui des femmes.

### Chapitre 6
L'auteur cherche à déterminer les caractéristiques physiques des hommes forts. Il trouve, notamment, que l'homme fort a des grands pieds avec des ongles qui ne sont pas incurvés. Les femmes, elles, sont caractérisées par des petites chevilles ; c'est là une caractéristique des caractères doux. Il faut se méfier des personnes qui ont le fessier plat, car, comme les singes, elles ont une disposition à la fourberie. La couleur de peau idéale est ni noire, ni blanche, mais se situe entre les deux.

## Postérité
La Physiognomonique est considérée comme l’œuvre fondatrice de la physiognomonie occidentale. Elle est lue durant l'Antiquité romaine. Elle connaît un succès certain, et est multiplement rééditée entre la Renaissance et le XVIIIe siècle.